# Idekel Domínguez
Idekel Alberto Domínguez Rodríguez (ur. 2 czerwca 2000 w mieście Meksyk) – meksykański piłkarz występujący na pozycji bocznego obrońcy, od 2022 roku zawodnik Atlasu.